# Yamgan
Yamgan är ett distrikt i Afghanistan. Det ligger i provinsen Badakhshan, i den nordöstra delen av landet, 260 kilometer nordost om huvudstaden Kabul.
Distriktet beräknades år 2022 ha cirka 30 000 invånare.